# 清朝進士列表
本列表是清朝的進士、薦舉（博學鴻詞科）等的總表。清朝的会试共举行過112科，其中正科84、加科2、恩科26，录取了两万余名进士（不包括武科进士、繙譯進士）。光緒二十九年（1903年）舉辦經濟特科；光緒三十一年（1905年）起廢除科舉，行遊學畢業進士。各科進士名錄如下：

## 顺治
1. 顺治三年丙戌科進士（1646年）
2. 顺治四年丁亥科進士（1647年）
3. 顺治六年己丑科進士（1649年）
4. 顺治九年壬辰科進士（1652年）
5. 顺治九年策试满洲进士壬辰科（1652年）
6. 顺治十二年乙未科進士（1655年）
7. 顺治十二年策试满洲进士乙未科（1655年）
8. 顺治十五年戊戌科進士（1658年）
9. 顺治十六年己亥科進士（1659年）
10. 顺治十八年辛丑科進士（1661年）

## 康熙
1. 康熙三年甲辰科進士（1664年）
2. 康熙六年丁未科進士（1667年）
3. 康熙九年庚戌科進士（1670年）
4. 康熙十二年癸丑科進士（1673年）
5. 康熙十五年丙辰科進士（1676年）
6. 康熙十八年己未科進士（1679年）
7. 康熙十八年己未科博學宏詞（1679年）
8. 康熙二十一年壬戌科進士（1682年）
9. 康熙二十四年乙丑科進士（1685年）
10. 康熙二十七年戊辰科進士（1688年）
11. 康熙三十年辛未科進士（1691年）
12. 康熙三十三年甲戌科進士（1694年）
13. 康熙三十六年丁丑科進士（1697年）
14. 康熙三十九年庚辰科進士（1700年）
15. 康熙四十二年癸未科進士（1703年）
16. 康熙四十五年丙戌科進士（1706年）
17. 康熙四十八年己丑科進士（1709年）
18. 康熙五十一年壬辰科進士（1712年）
19. 康熙五十二年癸巳恩科進士（1713年）
20. 康熙五十四年乙未科進士（1715年）
21. 康熙五十七年戊戌科進士（1718年）
22. 康熙六十年辛丑科進士（1721年）

## 雍正
1. 雍正元年癸卯恩科進士（1723年）
2. 雍正二年甲辰科進士（1724年）
3. 雍正五年丁未科進士（1727年）
4. 雍正八年庚戌科進士（1730年）
5. 雍正十一年癸丑科進士（1733年）

## 乾隆
1. 乾隆元年丙辰科進士（1736年）
2. 乾隆元年丙辰科博學宏詞（1736年）
3. 乾隆二年丁巳恩科進士（1737年）
4. 乾隆四年己未科進士（1739年）
5. 乾隆七年壬戌科進士（1742年）
6. 乾隆十年乙丑科進士（1745年）
7. 乾隆十三年戊辰科進士（1748年）
8. 乾隆十六年辛未科進士（1751年）
9. 乾隆十六年辛未科特恩保舉經學（1751年）
10. 乾隆十七年壬申恩科進士（1752年）
11. 乾隆十九年甲戌科進士（1754年）
12. 乾隆二十二年丁丑科進士（1757年）
13. 乾隆二十五年庚辰科進士（1760年）
14. 乾隆二十六年辛巳恩科進士（1761年）
15. 乾隆二十八年癸未科進士（1763年）
16. 乾隆三十一年丙戌科進士（1766年）
17. 乾隆三十四年己丑科進士（1769年）
18. 乾隆三十六年辛卯恩科進士（1771年）
19. 乾隆三十七年壬辰科進士（1772年）
20. 乾隆四十年乙未科進士（1775年）
21. 乾隆四十三年戊戌科進士（1778年）
22. 乾隆四十五年庚子恩科進士（1780年）
23. 乾隆四十六年辛丑科進士（1781年）
24. 乾隆四十九年甲辰科進士（1784年）
25. 乾隆五十二年丁未科進士（1787年）
26. 乾隆五十四年己酉科進士（1789年）
27. 乾隆五十五年庚戌恩科進士（1790年）
28. 乾隆五十八年癸丑科進士（1793年）
29. 乾隆六十年乙卯恩科進士（1795年）

## 嘉慶
1. 嘉慶元年丙辰科進士（1796年）
2. 嘉慶四年己未科進士（1799年）
3. 嘉慶六年辛酉恩科進士（1801年）
4. 嘉庆七年壬戌科進士（1802年）
5. 嘉慶十年乙丑科進士（1805年）
6. 嘉慶十三年戊辰科進士（1808年）
7. 嘉慶十四年己巳恩科進士（1809年）
8. 嘉慶十六年辛未科進士（1811年）
9. 嘉慶十九年甲戌科進士（1814年）
10. 嘉慶二十二年丁丑科進士（1817年）
11. 嘉慶二十四年己卯恩科進士（1819年）
12. 嘉慶二十五年庚辰科進士（1820年）

## 道光
1. 道光二年壬午恩科進士（1822年）
2. 道光三年癸未科進士（1823年）
3. 道光六年丙戌科進士（1826年）
4. 道光九年己丑科進士（1829年）
5. 道光十二年壬辰恩科進士（1832年）
6. 道光十三年癸巳科進士（1833年）
7. 道光十五年乙未科進士（1835年）
8. 道光十六年丙申恩科進士（1836年）
9. 道光十八年戊戌科進士（1838年）
10. 道光二十年庚子科進士（1840年）
11. 道光二十一年辛丑恩科進士（1841年）
12. 道光二十四年甲辰科進士（1844年）
13. 道光二十五年乙巳恩科進士（1845年）
14. 道光二十七年丁未科進士（1847年）
15. 道光三十年庚戌科進士（1850年）

## 咸豐
1. 咸豐二年壬子恩科進士（1852年）
2. 咸豐三年癸丑科進士（1853年）
3. 咸豐六年丙辰科進士（1856年）
4. 咸豐九年己未科進士（1859年）
5. 咸豐十年庚申恩科進士（1860年）

## 同治
1. 同治元年壬戌科進士（1862年）
2. 同治二年癸亥恩科進士（1863年）
3. 同治四年乙丑科進士（1865年）
4. 同治七年戊辰科進士（1868年）
5. 同治十年辛未科進士（1871年）
6. 同治十三年甲戌科進士（1874年）

## 光緒
1. 光緒二年丙子恩科進士 （1876年）
2. 光緒三年丁丑科進士（1877年）
3. 光緒六年庚辰科進士（1880年）
4. 光緒九年癸未科進士（1883年）
5. 光緒十二年丙戌科進士（1886年）
6. 光緒十五年己丑科進士（1889年）
7. 光緒十六年庚寅恩科進士（1890年）
8. 光緒十八年壬辰科進士（1892年）
9. 光緒二十年甲午恩科進士（1894年）
10. 光緒二十一年乙未科進士（1895年）
11. 光緒二十四年戊戌科進士（1898年）
12. 光緒二十九年癸卯補行辛丑、壬寅恩正併科進士（1903年）
13. 光緒二十九年癸卯經濟特科（1903年）
14. 光緒三十年甲辰恩科進士（1904年）
15. 光緒三十一年游學畢業進士（1905年）
16. 光緒三十二年游學畢業進士（1906年）
17. 光緒三十三年游學畢業進士（1907年）
18. 光緒三十四年游學畢業進士（1908年）

## 宣統
1. 宣統元年游學畢業進士（1909年）
2. 宣統二年游學畢業進士（1910年）
3. 宣統三年游學畢業進士（1911年）